# إيان دنكان
إيان دنكان (بالإنجليزية: Ian Duncan)‏ مواليد 23 يونيو 1961، هو سائق راليات كيني بدأ مسيرته في سنة 1983. كان أول رالي له هو رالي سفاري 1983. تسابق في بطولة العالم للراليات. فاز بـ سباق رالي واحد. صعد على المنصة 4 مرات خلال مسيرته.

## فرق مثلها
- سوبارو
- تويوتا

## روابط خارجية
- إيان دنكان على موقع Rallye-info.com (الإنجليزية)
- إيان دنكان على موقع eWRC-results.com (الإنجليزية)